# Komisarz Moulin
Komisarz Moulin (franc. Commissaire Moulin) – francuski serial z 1976 roku. Premiera w Polsce odbyła się w 1982 roku.

## Obsada
- Yves Rénier jako Jean-Paul Moulin
- Clément Michu jako Inspektor Galland
- Guy Montagné jako Guyomard
- Jean-Pierre Kérien jako Rocard
- Jean-Luc Moreau jako Alex
- Diane Simenon jako Poupette
- Laurence Charpentier jako Lolo
- Natacha Amal jako Samantha Beaumont
- Annie Balestra jako Baba
- Tchee jako Le Chinois
- Samantha Rénier jako Marie Moulin
- Bernard Rosselli jako Commander Léon Guermer
- Daniel Russo jako Shalom

## Aktorzy w rolach gościnnych
- Jean-Claude Dauphin (Ricochets, 1976)
- Tsilla Chelton (Petite hantise, 1977)
- Michel Auclair (Affectation spéciale, 1977)
- Olga Georges-Picot (Fausse note, 1978)
- Lorraine Bracco (Le transfuge, 1980)
- Claude Jade (L'amie d’enfance, 1981)
- Raymond Pellegrin (La bavure, 1981)
- Paul Le Person (Le Patron, 1982)
- Dominique Paturel (Une promenade en fôret, 1982)
- Bruno Pradal (Match nul, 1990)
- Philippe Leroy (Syndrome de ménace, 1993)
- Viktor Lazlo (Mort d'un officier de police, 1994)
- Jean-Pierre Kalfon (Le récidiviste, 1994)
- Michel Creton (Silence radio, 1998)
- François Dunoyer (Au nom des enfants, 2001)
- Roger Dumas (Un flic sous influence, 2001)
- Anthony Delon (Bandit d’honneur, 2004)
- Christopher Buchholz (Un coupable trop parfait, 2005)
- Johnny Hallyday (Kidnapping, 2005)
- Christian Vadim (Le profil de tueur, 2006)
- Paul Barge (La promesse, 2006)
- Mathieu Carrière (La dernière affaire, 2006)